# Justice League (film)
Cet article concerne la version cinéma du film. Pour la version director's cut, voir Zack Snyder's Justice League.
Pour la série télévisée, voir La Ligue des justiciers.
Série DC Extended Universe
Wonder Woman
(2017) Aquaman
(2018)
Pour plus de détails, voir Fiche technique et Distribution.
Justice League, ou La Ligue des Justiciers au Québec, est un film de super-héros américano-canado-britannique réalisé par Zack Snyder et Joss Whedon (non crédité), sorti en 2017.
Le film réunit les super-héros de DC Comics suivants : Superman, Batman, Wonder Woman, Aquaman, Cyborg, ainsi que Flash.
Il s'agit de la cinquième production du DC Extended Universe. Il fait suite aux films Man of Steel (2013), Batman v Superman : L'Aube de la justice, Suicide Squad (2016) et Wonder Woman (2017).
Il est l'un des films plus chers jamais produits, avec un budget d'environ 300 millions de dollars. Avec des recettes s'élevant à 657,9 millions de dollars, Justice League s'avère être un semi-échec pour une superproduction de ce type, contraignant Warner Bros. à arrêter le développement d'une suite.
Le film est également connu pour sa production compliquée. Après avoir terminé le tournage, Zack Snyder est contraint de se retirer de la post-production pour des raisons familiales. Warner Bros. engage alors Joss Whedon pour prendre le relais et relance le tournage. Le studio impose à Whedon de modifier la quasi-totalité du film et de le faire durer moins de deux heures, coupant la majeure partie du travail de Snyder. Ces nombreuses modifications sont visibles à l'écran et renforcent l'accueil mitigé que rencontre le film à sa sortie. Snyder rejettera par la suite la version du film sortie au cinéma, ne la considérant pas comme le film qu'il a réalisé. Néanmoins, à la suite de la mobilisation des fans, la version originale durant un peu plus de quatre heures de Zack Snyder sort en 2021 sous le titre Zack Snyder's Justice League sur le service HBO Max.

## Synopsis
Environ un an après son entrevue avec Amanda Waller, Bruce Wayne constate l'apparition d'éclaireurs aliens qui sont attirés par la peur de leurs victimes. En novembre 2017, à Gotham City, Batman s'en prend à un voleur et tente de se servir de lui pour attirer un éclaireur. Il réussit à en capturer un, mais l'éclaireur s'autodétruit, laissant derrière son sillage un schéma représentant trois carrés. Ce schéma se trouvant partout dans les notes de Lex Luthor, Bruce comprend qu'une attaque est imminente et qu'il est temps de constituer son équipe de méta-humains.
Quelques jours plus tard, le monde commémore la mort de Superman, qui s'est sacrifié il y a deux ans. À Metropolis, Lois Lane, peine à reprendre une vie normale, se rend régulièrement devant les ruines de la statue de Superman dans le Parc des Héros. À Smallville, Martha Kent met en vente la maison de la ferme, car elle n'arrivait plus à rembourser le prêt de la banque. À Londres, un groupuscule de terroristes réactionnaires a pris le contrôle du palais de justice d'Old Bailey, prenant plusieurs otages, dont une sortie scolaire. Diana Prince a pris d'assaut le palais et a utilisé le lasso d'Hestia pour obliger l'un des terroristes à lui révéler leurs plans. Il a avoué qu'ils avaient une bombe assez puissante pour détruire quatre blocs d'immeubles sous le regard du monde entier. Diana neutralise les terroristes et fait exploser la bombe à l'extérieur du palais. Le chef terroriste tente alors de tuer les otages avec une arme à feu, mais Diana protège ceux-ci en déviant les balles avec ses bracelets et maîtrise ensuite le chef. Ailleurs, Bruce se rend dans un village de pêcheurs islandais retrouver Arthur Curry, le protecteur des océans, alias Aquaman. Bruce tente de le rallier à sa cause, en vain.
Bruce commence ses recherches sur les autres potentiels coéquipiers de sa liste de méta-humains. Il commence par Barry Allen alias Flash, de Central City, un marginal qui déménage souvent. Barry Allen effectue plusieurs jobs pour pouvoir se payer des études de droit criminel, dans l'espoir de faire libérer son père, emprisonné pour avoir tué sa mère. Barry a protesté de l'innocence de son père, mais il était âgé de neuf ans et personne ne l'a écouté.
Le suivant, Victor Stone alias Cyborg, un ancien étudiant de génie qui, grâce à ses exploits au football américain, avait obtenu une bourse à la fac de Gotham, est déclaré décédé.
À Metropolis, le Dr Silas Stone, le père de Victor et directeur de S.T.A.R. Labs (un prestataire privé du ministère de la Défense), dirige les recherches sur le vaisseau kryptonien. De retour chez lui à Gotham, il retrouve son fils, à qui il fait remarquer qu'il n'est pas obligé de rester caché et lui propose de travailler avec lui sur la « Boîte-mère » (que Silas nomme un Métamorphoseur). Mais Victor cache la Boîte, car il veut empêcher son père de se servir encore de l'énergie incontrôlable de celle-ci. Silas lui rappelle que l'accident qui a failli lui coûter la vie a tué sa mère et qu'il n'aurait pas supporté de le perdre aussi. Victor lui révèle que chaque jour, il est changé et modifié, et se demande s'il ne fait pas partie de la prochaine invasion alien.
Sur l'île de Themyscira, les Amazones alertent la reine Hippolyte du réveil d'une Boîte-mère qui est sous leur garde dans un bastion. L'artefact brille de mille feux et provoque l'arrivée de Steppenwolf et de plusieurs détachements d'éclaireurs aliens par un Tunnel Boom. À la suite d'une violente confrontation qui coûte la vie à de nombreuses guerrières, Steppenwolf s'empare de la Boîte. Hippolyte envoie une flèche enflammer le sanctuaire des Amazones en Grèce dans l'espoir d'alerter sa fille de l'invasion. Diana reçoit le message à Paris et rejoint alors Bruce à Gotham pour le prévenir de l'invasion. Elle lui parle de Steppenwolf, surnommé « la Fin des Mondes ». Il ne vit que pour conquérir. Par millions, des êtres ont péri par sa hache-foudre ou se sont réincarnés dans ses hordes de Paradémons (les éclaireurs aliens). Sur chaque planète où il débarquait, Steppenwolf se servait de trois Boîtes-mères qui, assemblées, forment l'Unité, une force apocalyptique qui ne se contente pas de détruire les mondes, mais également de transformer en copies d'Apokolips, le monde d'origine de Steppenwolf. Il y a cinq mille ans, il s'est rendu sur Terre, mais il dut affronter une alliance exceptionnelle des trois peuples : les Amazones, les Atlantes (peuple des Océans auquel appartient Aquaman) et toutes les tribus humaines, aidés par Yalan Gur et trois Anciens Dieux (Zeus, Arès et Artémis). Steppenwolf perdit pour la première fois et jura de revenir se venger. Abandonnées sur Terre, les Boîtes-mères étaient trop dangereuses pour rester ensemble. Une fut confiée aux Amazones et une autre aux Atlantes, toutes deux verrouillées et mises sous bonne garde dans des bastions. La Boîte des Hommes fut enterrée en secret afin qu'aucune tribu ne soit tenté d'utiliser son pouvoir contre une tribu rivale. Les Atlantes furent confinés sous les mers et les Amazones à Themyscira, qu'elles n'ont pas le droit de quitter.
Bruce reçoit la localisation de Barry Allen. Ce dernier rentre chez lui et fait sa rencontre. Bruce lui dit qu'il sait qu'il a des pouvoirs, ce que Barry confirme en esquivant un Batarang grâce à sa vitesse. Découvrant alors que Bruce Wayne est Batman et que celui-ci veut le recruter, Barry accepte sans hésitation. De son côté, Diana tente de trouver Victor Stone. Il finit par rencontrer Diana qui tente de le convaincre de rejoindre leur cause mais ce dernier, hésitant, décide de partir. Pendant ce temps, Aquaman sauve un pêcheur dont le bateau s'enfonça dans l'océan. Après avoir amené le pêcheur dans un bar, Arthur découvre que cet incident a été provoqué par un Paradémon. Il décide de se rendre au bastion où est gardé la Boîtes-mères des Atlantes. Au même moment, Steppenwolf se rend aussi dans ce bastion. Il massacre tous les gardes, à l'exception de Mera, sauvée in extremis par Arthur. Aquaman domine d'abord le combat grâce à son avantage naturel mais se fait lui aussi surpasser par l'alien qui se replie finalement en s'emparant d'une deuxième Boîte-mère. Après la bataille, Mera discute avec Arthur. Elle le reconnaît comme étant le premier-né de la reine Atlanna. Alors qu'Arthur est sur le point de partir, elle lui révèle qu'elle avait connu sa mère, mais Arthur rétorque qu'il n'a pas eu cet honneur. Quand ses parents sont partis dans une guerre, Atlanna l'a recueilli. Arthur en veut à sa mère de l'avoir abandonné lui et son père. Mera lui dit qu'elle a fait cela pour lui sauver la vie. Elle finit en lui disant que c'est à Atlanna qui aurait appartenu de suivre Steppenwolf en surface pour l'arrêter. Mais maintenant, cela repose sur lui. Ce dernier lui demande alors une chose. Dans une centrale nucléaire désaffectée d'une ville en Europe de l'Est, Steppenwolf place deux Boîtes-mères dans une stèle. Il comprend que si la première Boîte-mère l'a convoquée, c'est parce que la mort de Superman a plongé le monde dans la terreur et le désespoir. Une fois que Steppenwolf aura accompli sa tâche, son exil prendra fin et il prendra enfin place auprès des Nouveaux Dieux. Il envoie ses Paradémons à la recherche de la dernière Boîte-mère.
Bruce et Barry rejoignent Diana à Gotham City qui les prévient que Victor a besoin de temps pour réfléchir et aperçoivent le Bat-Signal au loin, déclenché par le commissaire Gordon. Ce dernier, averti de la présence des Paradémons à Gotham et Metropolis, décide de prévenir les trois protagonistes que huit employés de S.T.A.R. Labs ont été kidnappés. Diana en conclut que les Paradémons ont dû flairer l'odeur de l'une des Boîtes-mères et qu'ils ont alors emporté ces gens pour les interroger. Victor arrive à son tour et les prévient que son père a lui aussi été enlevé. D'après Gordon, sa cartographique des apparitions de Paradémons ne montre aucune constante et que les lignes ne convergent pas. Mais Victor en déduit que celles-ci mènent à l'île de Braxton (autrefois nommé l'île de Stryker), qui est située entre les deux villes. En regardant la carte de Gordon, Batman pense avoir trouvé une piste. Les quatre héros parcourent le long du tunnel du projet Metropolis (projet abandonné en 1929) et finissent par arriver juste en dessous de la tour d'aération du tunnel, située sur l'île de Braxton. Ils montent dans cette tour pour accéder à la salle des machines. Sur place, ils affrontent Steppenwolf et les Paradémons tout en arrivant à libérer les captifs. En revanche, malgré les efforts de Wonder Woman et de Cyborg, qui a pris le contrôle du Knightcrawler (le véhicule de combat de Batman), Steppenwolf parvient à se retirer juste au moment où l'impact d'une roquette provoque l'inondation du tunnel, situé en dessous du port de Gotham. Grâce à l'arrivée d'Aquaman (portant une armure atlante et un trident) qui retarde l'inondation du tunnel, l'équipe arrive à sortir de là. Arthur prévient les autres que Steppenwolf s'est déjà emparé de la Boîte-mère des Atlantes. Alors que les héros pensent que Steppenwolf peut s'être emparé de la dernière Boîte, Cyborg arrive avec celle-ci.
Tous les héros rassemblés dans la Batcave, Victor explique que les Anglais ont trouvé la Boîte-mère des humains pendant la Première Guerre mondiale. Elle fut examinée mais sans pouvoir la dater en raison de son ancienneté. Après la guerre, elle fut expédiée aux États-Unis et placée dans les archives du ministère de la Guerre (qui deviendra le département de la Défense en 1947). Elle fut désignée comme « Objet Secret défense 6-19-82 » et resta dans les archives jusqu'au moment où elle se réveilla le jour de la mort de Superman. Elle fut apportée au S.T.A.R. Labs et Silas Stone a reconnu en elle une matrice d'énergie perpétuelle. Le pouvoir de la Boîte peut détruire tout en créant. Le père de Victor pensait qu'elle permettrait de créer une énergie illimitée, de nouvelles formules et de faire de la régénération cellulaire. Bruce en vient à la conclusion que la Boîte-mère pourrait ressusciter Superman. Sur l'initiative de Batman, ils décident d'utiliser eux-mêmes son pouvoir associé à la technologie kryptonienne afin de ressusciter Superman, de même que Luthor avait créé la vie avec la dépouille du général Zod afin de créer Doomsday. Wonder Woman est réticente mais accepte de le faire.
Victor et Barry déterrent le cercueil de Clark Kent et s'introduisent dans le vaisseau kryptonien. Ils placent le corps de Clark dans la chambre génétique du vaisseau. Cyborg s'introduit dans l'interface du vaisseau et découvre que Luthor a grillé les circuits en donnant vie à Doomsday. La Boîte ne pourra se réveiller avec si peu de charge. Flash propose alors d'utiliser son pouvoir pour produire un éclair avec une charge suffisante. La manœuvre est un succès, Superman flotte au-dessus du vaisseau et se pose dans le Parc des Héros. Bien qu'il soit de retour parmi les vivants, il est complètement déboussolé et désorienté. Cyborg, ne contrôlant pas son système d'auto-défense, ouvre le feu sur Superman ressuscité. Voyant cet acte comme une menace, le Kryptonien engage immédiatement une confrontation face à l'équipe qu'il domine largement. Il s'en prend notamment à Batman, qui ne doit son salut qu'à l'arrivée de Lois Lane, la seule personne réellement en mesure de lui faire retrouver ses esprits. D'abord hostile et confus, Clark Kent s'adoucit mais reste convalescent. Il part avec Lois à Smallville, retrouver la maison de son enfance afin de se rétablir pour de bon.
Steppenwolf profite alors de la distraction des héros pour voler la dernière Boîte-mère. Dans la Batcave, Bruce ressent les effets du vieillissement et Diana est amenée à assumer de plus en plus un rôle de chef. Pendant ce temps, dans la centrale nucléaire, les Boîtes-mères se synchronisent, ce qui provoque la création d'un dôme entourant la centrale nucléaire et les habitations. Cyborg localise l'endroit où se trouve Steppenwolf. Il est à Pozharnov, dans le nord de la Russie. L'endroit a subi une catastrophe nucléaire il y a trente ans, mais depuis, il y a eu des tentatives de repeuplement dans les parages. Sans Superman pour les aider, les justiciers se rendent à Pozharnov à bord du Flying Fox (le transport de troupes construit par Bruce pour l'équipe). Sur les lieux, Batman détruit le dôme et distrait l'armée de Paradémons pour permettre aux autres de s'attaquer à  Steppenwolf. Mais alors qu'il commence à être submergé, les autres viennent à son secours. Ensuite, l'équipe distrait Steppenwolf afin de donner suffisamment de temps à Victor pour séparer les Boîtes-mères. Pendant la bataille, une substance cristalline créée par les Boîtes-mères se répand autour de Pozharnov sur des kilomètres et Batman envoie Barry sauver des civils fuyant vers l'Est de la ville. Steppenwolf finit par mettre à terre Victor. C'est alors que Superman, portant à nouveau son costume, décide d'arriver et le maîtrise facilement. Il part ensuite aider Barry à évacuer les civils et une fois fait, il aide Victor à séparer les Boîtes-mères. Mais alors que Steppenwolf refuse de s'avouer vaincu, Superman lance un souffle de glace sur sa hache et Diana brise d'un coup d'épée l'arme de Steppenwolf. Ce dernier, submergé par la peur, est alors attaqué par ses propres légions et est contraint de partir à nouveau en exil à travers un Tunnel Boom.
Tandis que l'équipe célèbre sa victoire, la substance créée par les Boîtes-mères couvre Pozharnov d'un paysage luxuriant. Plus tard, Bruce reprend la ferme des Kent à la banque en rachetant cette dernière, permettant ainsi à Martha d'y revenir. Barry Allen annonce à son père qu'il a été accepté dans un poste à la police scientifique de Central City, sur les recommandations de Bruce Wayne. Diana et Bruce envisagent de restaurer le manoir Wayne pour en faire le quartier général de l'équipe (qui deviendra le Hall de Justice), marquant ainsi la naissance de la Justice League. Victor améliore ses capacités avec son père au S.T.A.R. Labs. Aquaman retourne protéger les océans et Wonder Woman continue de lutter pour la justice en arrêtant des criminels. Clark Kent, après avoir trouvé une parade pour expliquer son retour parmi les vivants au Daily Planet, reprend à la fois sa vie de journaliste et de protecteur de la Terre.
Scène inter-générique
Flash et Superman décident de faire une course pour savoir lequel est le plus rapide, le résultat est inconnu.
Scène post-générique
Lex Luthor, qui a fini par être enfermé à l'asile d'Arkham, s'est échappé et s’est arrangé pour qu’un détenu chauve prenne sa place. Il s’est ensuite retiré sur un somptueux yacht privé, avec un groupe de gardes du corps féminins. Luthor contacte Slade Wilson, alias Deathstroke, l’invitant à le rejoindre sur son yacht à Monaco. Il informe Wilson que Superman et ses amis sont en train de fonder une ligue. Luthor lui dit alors qu'ils doivent rendre la partie plus équitable en formant leur propre ligue (la Injustice League).

## Fiche technique
Sauf indication contraire, les informations mentionnées dans cette section peuvent être confirmées par les bases de données cinématographiques IMDb et Allociné,  présentes dans la section « Liens externes ».
- Titre original et français : Justice League
- Titre québécois : La Ligue des Justiciers
- Réalisation : Zack Snyder (puis Joss Whedon)[Note 1]
- Scénario : Chris Terrio et Joss Whedon, d'après une histoire de Chris Terrio et Zack Snyder, 
  - d'après le personnage Superman créé par Jerry Siegel et Joe Shuster
  - d'après le personnage Batman créé par Bob Kane et Bill Finger
  - d'après le personnage Wonder Woman créé par William Moulton Marston
  - d'après Le Quatrième Monde créé par Jack Kirby
  - d'après la Ligue de justice d'Amérique créé par Gardner Fox
- Musique : Danny Elfman[4]
- Direction artistique : David Allday, Ravi Bansal, Helen Jarvis, Jason T. Clark, Lorin Flemming, Matthew Gray, Joseph Hiura, Christian Huband, Paul Laugier, Samuel Leake, Keith Pain, Andrew Palmer, Hayley Easton Street, Su Whitaker et Helen Xenopoulos
- Décors : Patrick Tatopoulos
- Costumes : Michael Wilkinson
- Photographie : Fabian Wagner (en)
- Son : Chris Jenkins, Eric Beam, Jason Chiodo, Michael Keller, Unsun Song
- Montage : David Brenner, Richard Pearson et Martin Walsh
- Production : Charles Roven, Deborah Snyder, Geoff Johns et Jon Berg
  - Production exécutive (Islande) : Finni Johannsson
  - Production déléguée : Ben Affleck, Benjamin Melniker, Christopher Nolan, Chris Terrio, Emma Thomas, Michael E. Uslan,
  - Production déléguée : Wesley Coller, Daniel S. Kaminsky, Curt Kanemoto et Jim Rowe
  - Production associée : Madison Ainley, Madison Weireter et Andrea Wertheim
  - Coproduction : Marianne Jenkins et Gregor Wilson
- Sociétés de production[5] :
  - États-Unis : Warner Bros., RatPac Entertainment[Note 2], DC Entertainment, Atlas Entertainment et Cruel and Unusual Films, Inc., Lensbern Productions (non crédité)
  - Canada : Canadian Film or Video Production Tax Credit (CPTC)[6]
  - Royaume-Uni : Syncopy Films (non crédité)
- Société de distribution : Warner Bros.
- Budget : 280 millions de $[7] ; 300 millions de $[8]
- Pays de production :  États-Unis,  Canada,  Royaume-Uni
- Langues originales : anglais, gaelic, russe, islandais
- Format[9] : couleur - 70 mm / D-Cinema - 1,85:1 (Panavision) - son Dolby Digital | 12-Track Digital Sound | Dolby Atmos | DTS (DTS: X) | IMAX 6-Track | Sonics-DDP | Auro 11.1 | Dolby Surround 7.1
- Genre : action, aventures, fantastique, science-fiction, super-héros
- Durée : 120 minutes
- Dates de sortie[10] :
  - États-Unis : 13 novembre 2017 (première mondiale à Los Angeles)[11] ; 17 novembre 2017 (sortie nationale)
  - France, Belgique, Suisse romande : 15 novembre 2017[12],[13]
  - Royaume-Uni, Québec : 17 novembre 2017[14]
- Classification[15] :
  - États-Unis : accord parental recommandé, film déconseillé aux moins de 13 ans (PG-13 - Parents Strongly Cautioned)[Note 3]
  - Canada : certaines scènes peuvent heurter les enfants - accord parental souhaitable (PG - Parental Guidance)
  - Québec : tous publics - déconseillé aux jeunes enfants (G - General Rating)[14]
  - Royaume-Uni : les enfants de moins de 12 ans doivent être accompagnés d'un adulte (12A - Suitable for 12 years and over)[16]
  - France : tous publics[17]
  - Belgique : tous publics (Alle Leeftijden)[12]
  - Suisse romande : interdit aux moins de 12 ans[18]

## Distribution
- Henry Cavill (VF : Adrien Antoine ; VQ : Patrice Dubois) : Clark Kent / Superman
- Ben Affleck (VF : Boris Rehlinger ; VQ : Pierre Auger) : Bruce Wayne / Batman
- Gal Gadot (VF : Ingrid Donnadieu ; VQ : Lynda Thalie) : Diana Prince / Wonder Woman
- Jason Momoa (VF : Xavier Fagnon ; VQ : Louis-Philippe Dandenault) : Arthur Curry / Aquaman
- Ezra Miller (VF : Gauthier Battoue ; VQ : Louis-Philippe Berthiaume) : Barry Allen / Flash
- Ray Fisher (VF : Mexianu Medenou ; VQ : Alexis Lefebvre) : Victor Stone / Cyborg
- Amy Adams (VF : Caroline Victoria ; VQ : Viviane Pacal) : Lois Lane
- Jeremy Irons (VF : Bernard Tiphaine ; VQ : Jacques Lavallée) : Alfred Pennyworth
- Diane Lane (VF : Hélène Chanson ; VQ : Anne Bédard) : Martha Kent (en)
- Connie Nielsen (VF : Marjorie Frantz ; VQ : Valérie Gagné) : la reine Hippolyte
- J. K. Simmons (VF : Jean Barney ; VQ : Pierre Chagnon) : James Gordon
- Ciarán Hinds (VF : Féodor Atkine ; VQ : Bruno Marcil) : Steppenwolf (capture de mouvement et voix)
- Amber Heard (VF : Chloé Berthier ; VQ : Nadia Paradis) : Mera
- Joe Morton (VF : Thierry Desroses ; VQ : Patrick Chouinard) : Dr Silas Stone (Silas Stone (en))
- Lisa Loven Kongsli (VF : Nadine Girard) : Menalippe
- David Thewlis : Arès[19] (caméo)
- Sergi Constance : Zeus
- Julian Lewis Jones : le roi Atlan
- Kobna Holdbrook-Smith (VF : Jean-Baptiste Anoumon) : Détective Crispus Allen
- Doutzen Kroes : Venelia
- Michael McElhatton (VF : Vincent Bonnasseau) : un terroriste à la banque
- Billy Crudup (VF : Fabrice Josso) : Henry Allen (non crédité)
- Robin Wright (VF : Juliette Degenne ; VQ : Anne Dorval) : Antiope (caméo non créditée)
- Holt McCallany (VF : Thierry Hancisse) : le cambrioleur appréhendé par Batman (caméo non crédité)
- Marc McClure : officier Ben Sadowsky[19] (caméo non crédité)
- Jesse Eisenberg (VF : Donald Reignoux ; VQ : Hugolin Chevrette-Landesque) : Lex Luthor (caméo non crédité, scène post-générique)
- Joe Manganiello : (VQ : Frédéric Desager) : Deathstroke (caméo non crédité, scène post-générique)
- Kevin Costner : Jonathan Kent (en) (caméo photographique)

- Version française
  - Studio de doublage : Dubbing Brothers
  - Direction artistique : Hervé Rey
  - Adaptation : Pierre Arson

 Source et légende : version française (VF) sur RS Doublage
 Source et légende : version québécoise (VQ) sur Doublage.qc.ca

Photos des acteurs principaux
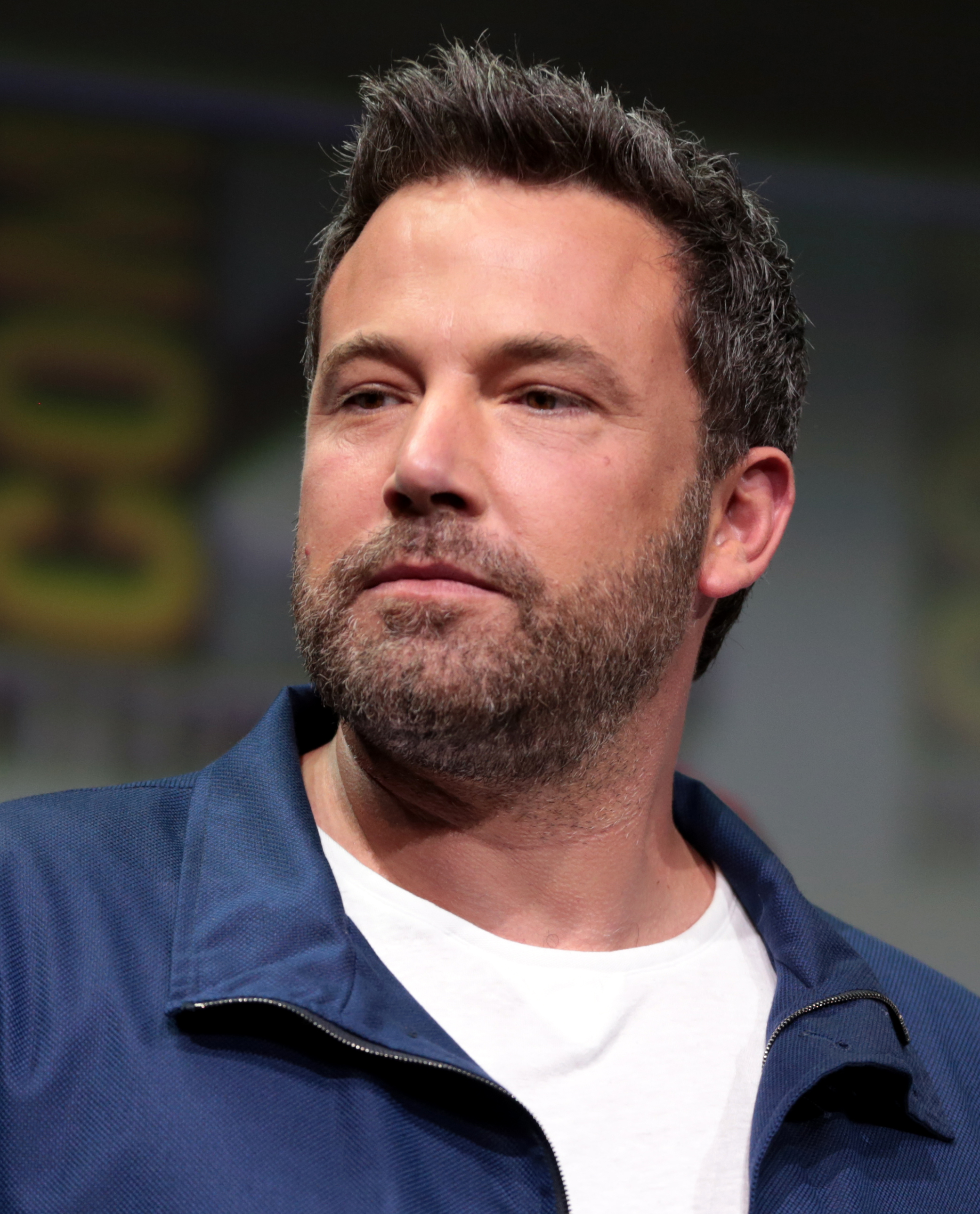
Ben Affleck dans le rôle de Bruce Wayne / Batman
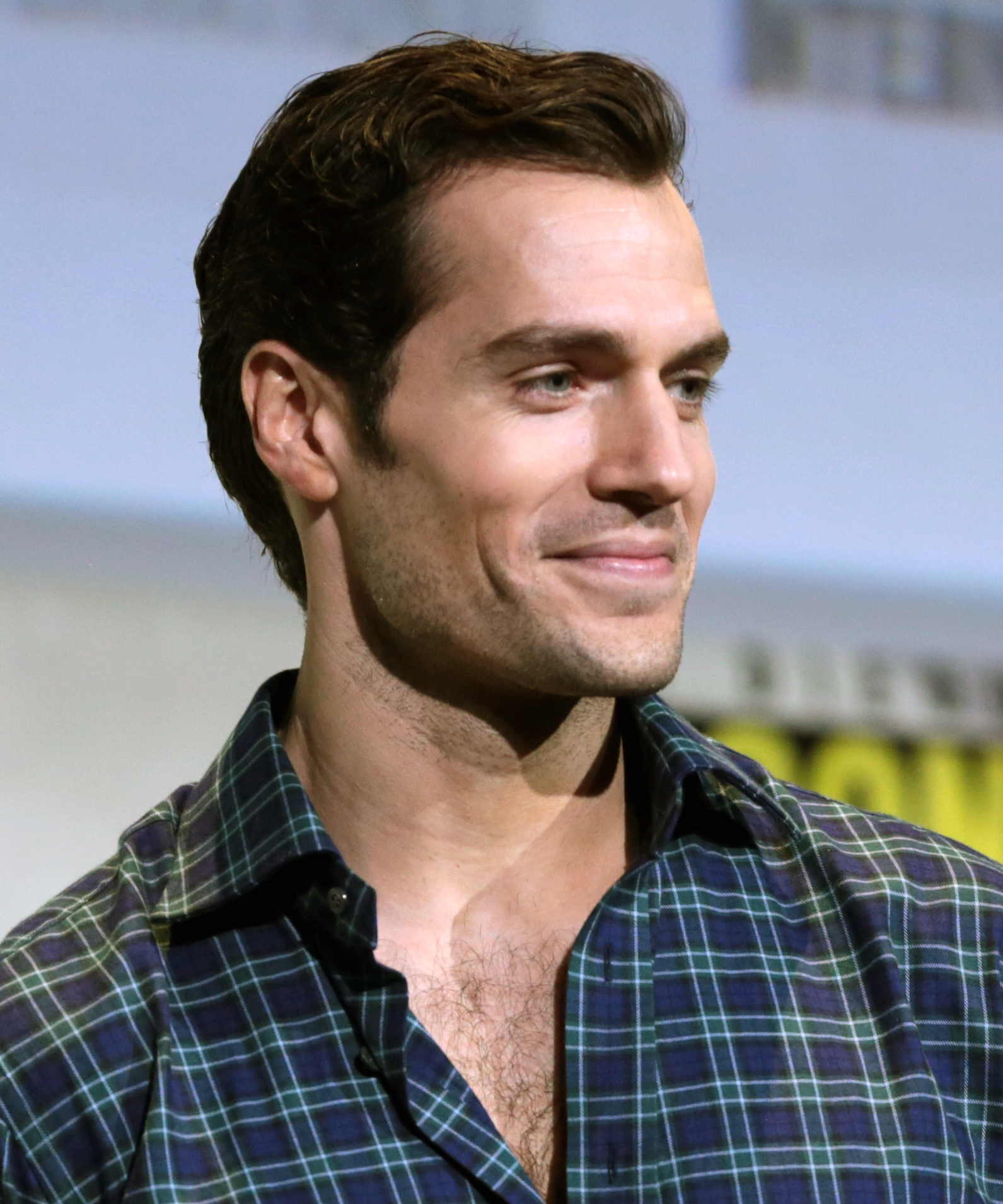
Henry Cavill dans le rôle de Clark Kent / Superman
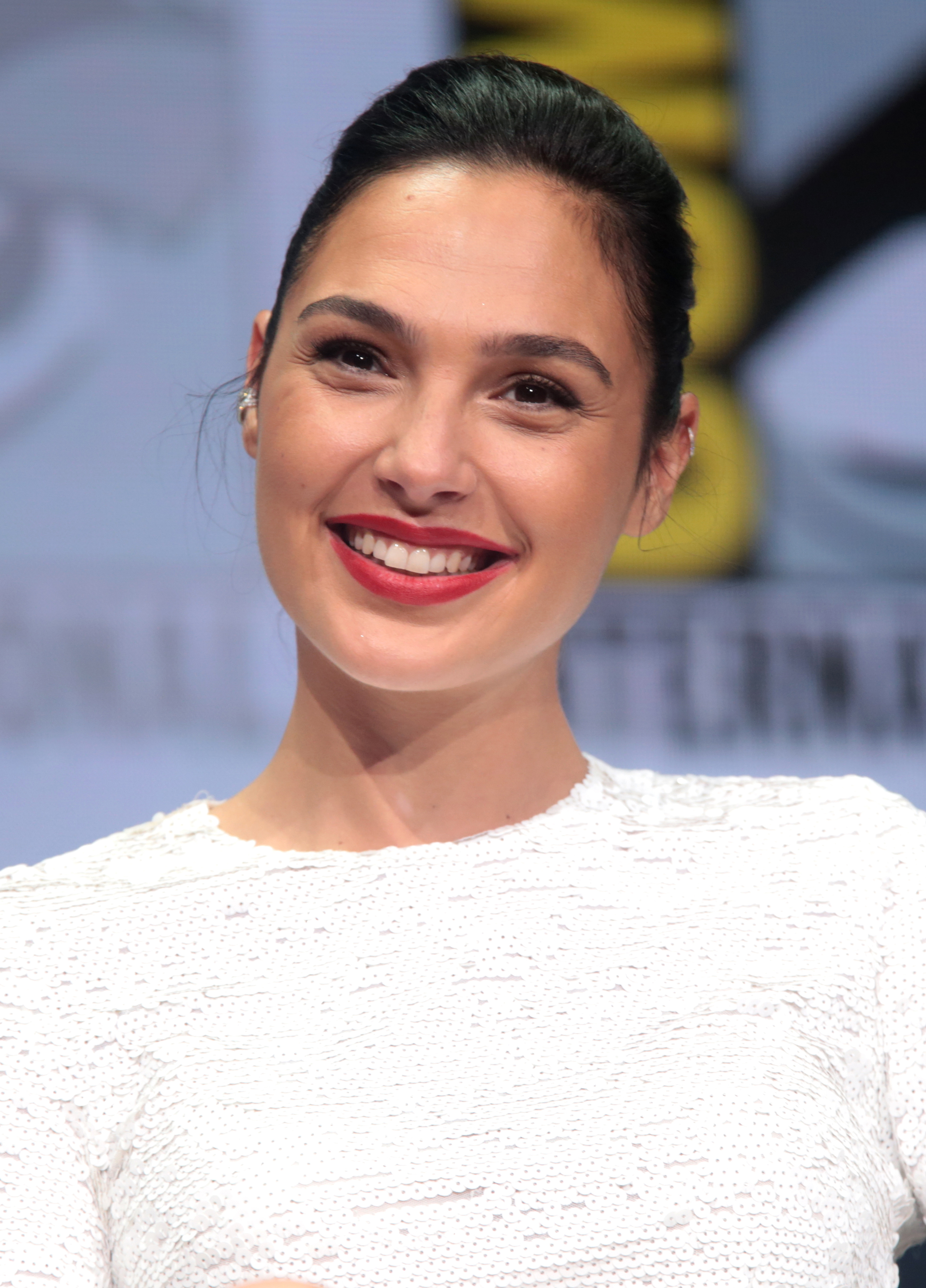
Gal Gadot dans le rôle de Wonder Woman
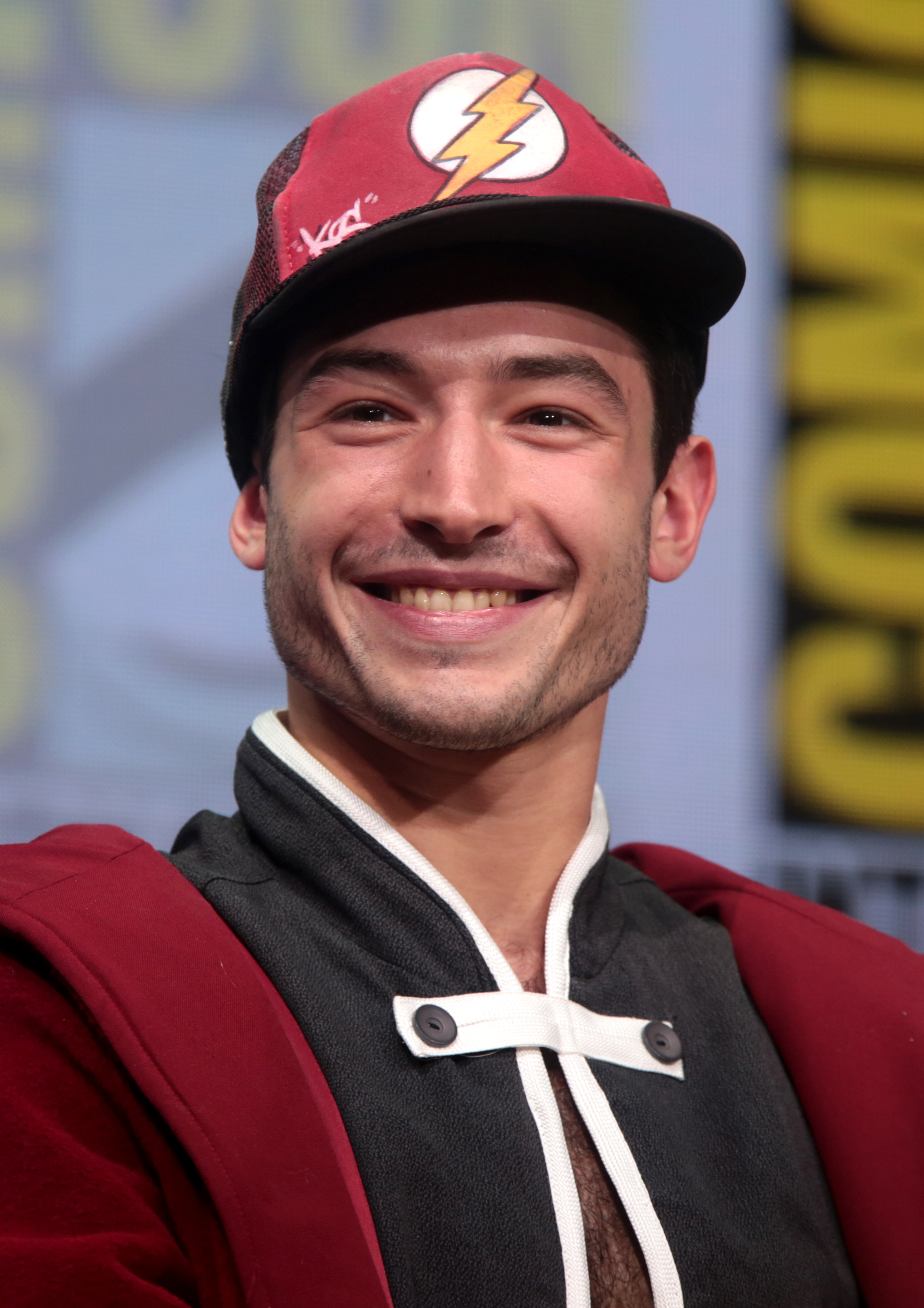
Ezra Miller dans le rôle de Flash
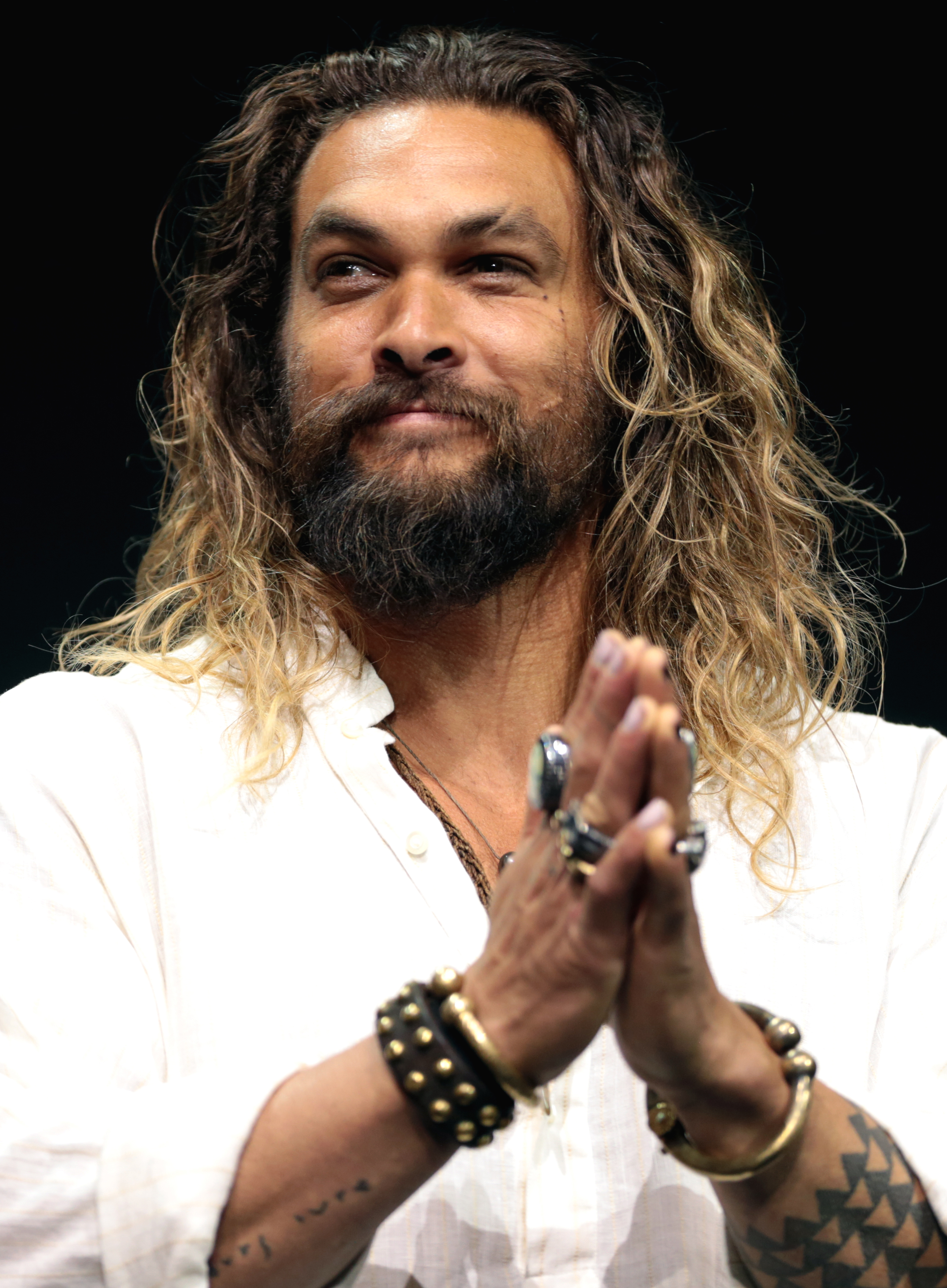
Jason Momoa dans le rôle d'Aquaman
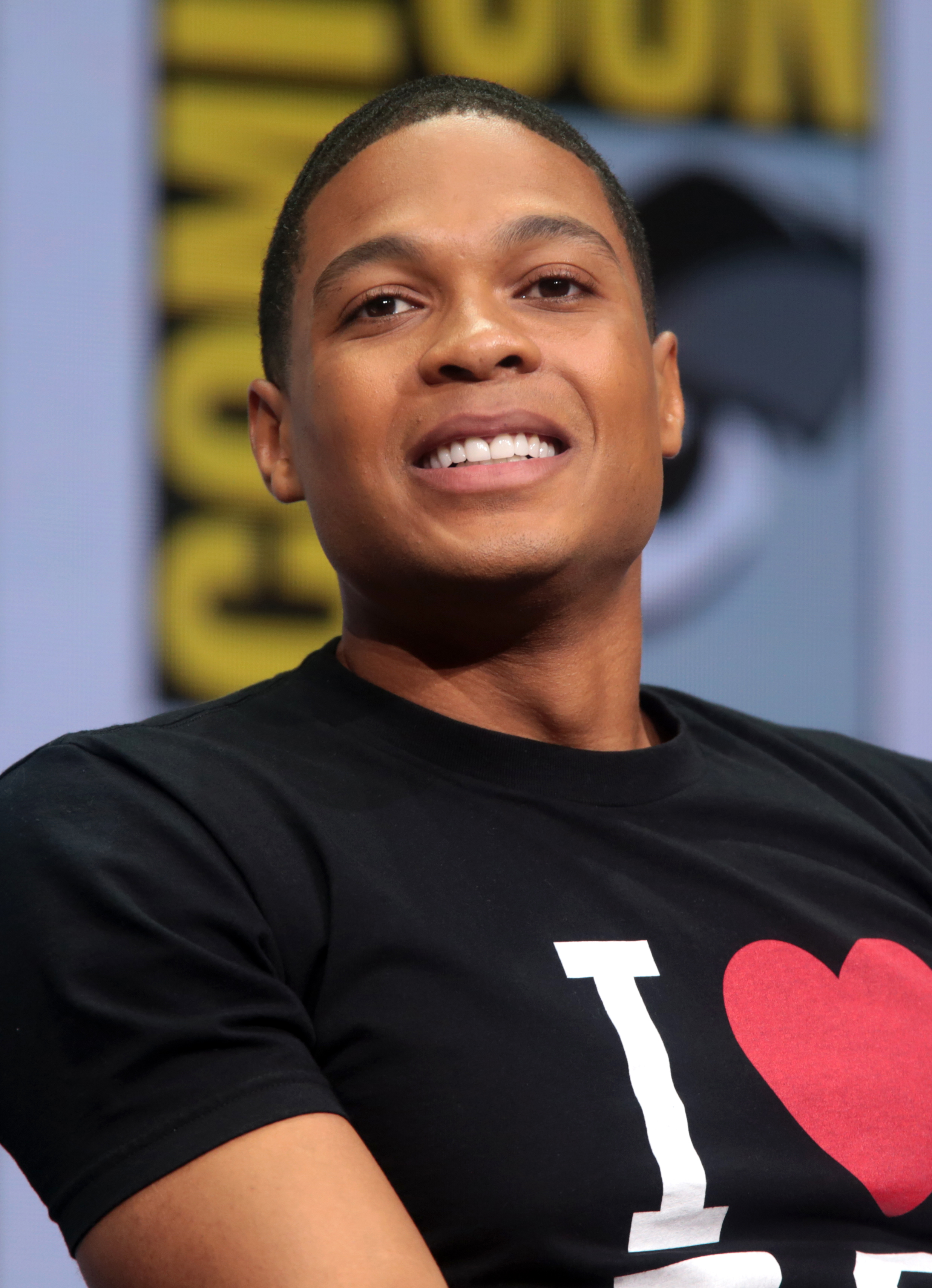
Ray Fisher dans le rôle de Cyborg
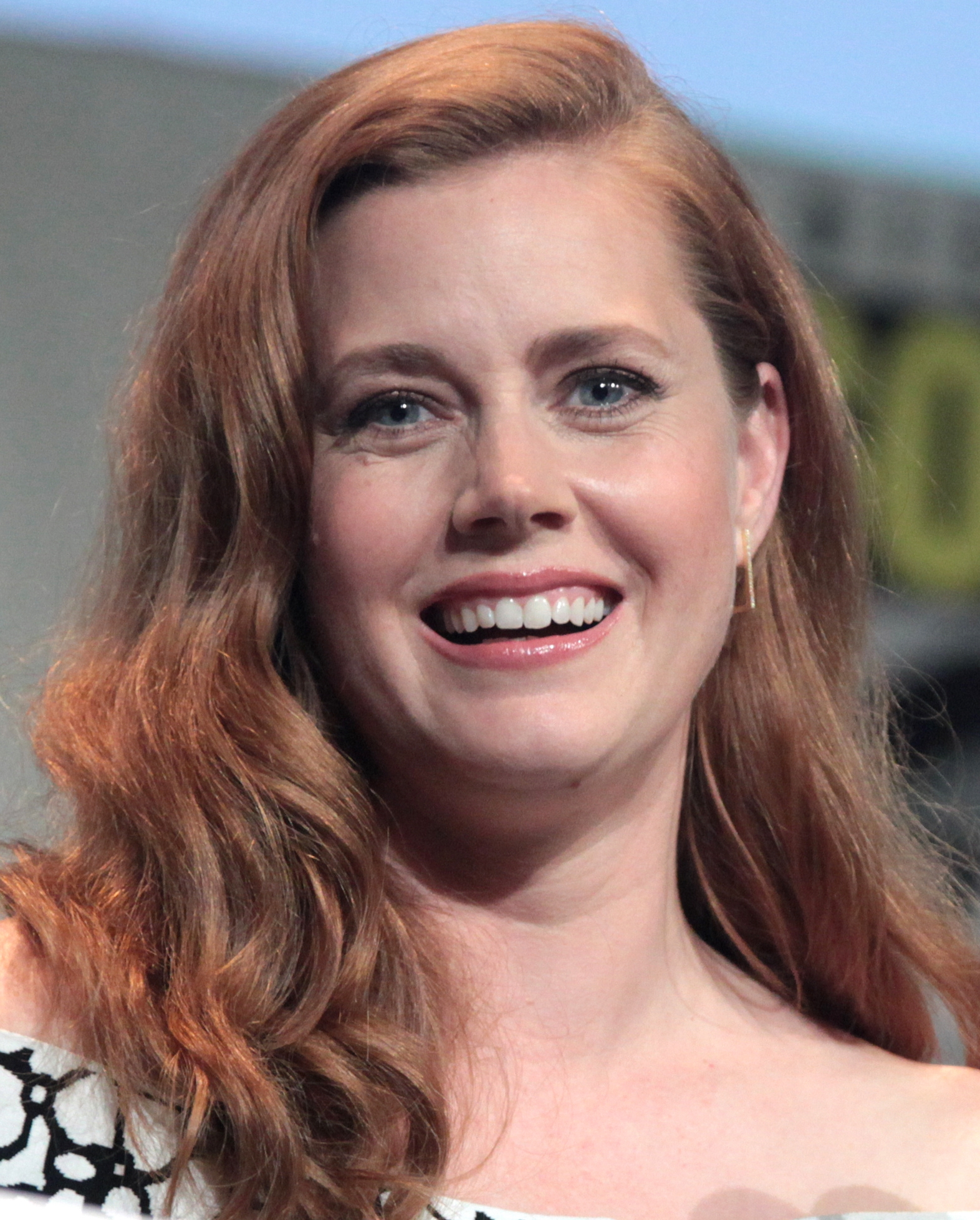
Amy Adams dans le rôle de Lois Lane
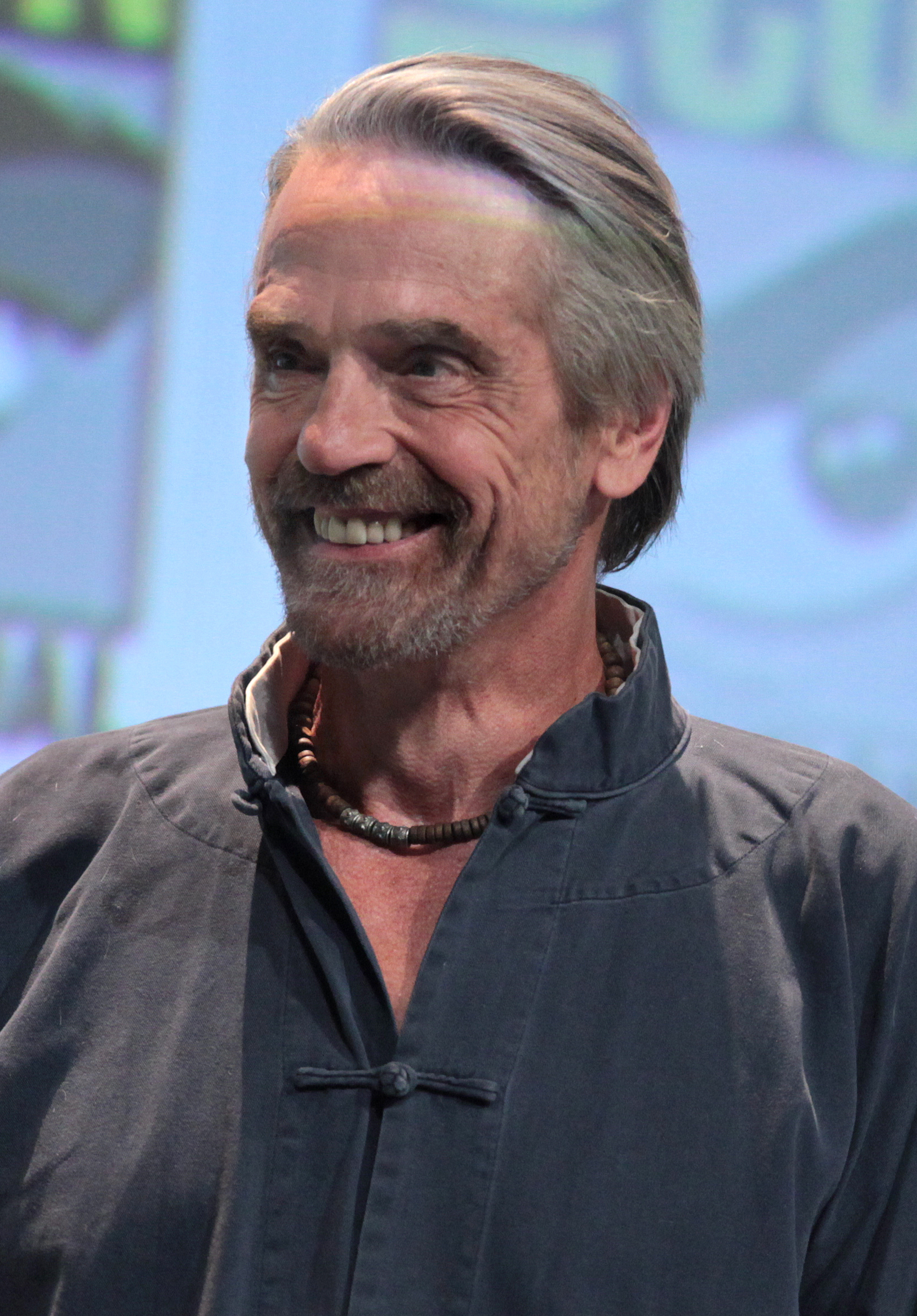
Jeremy Irons dans le rôle d'Alfred Pennyworth
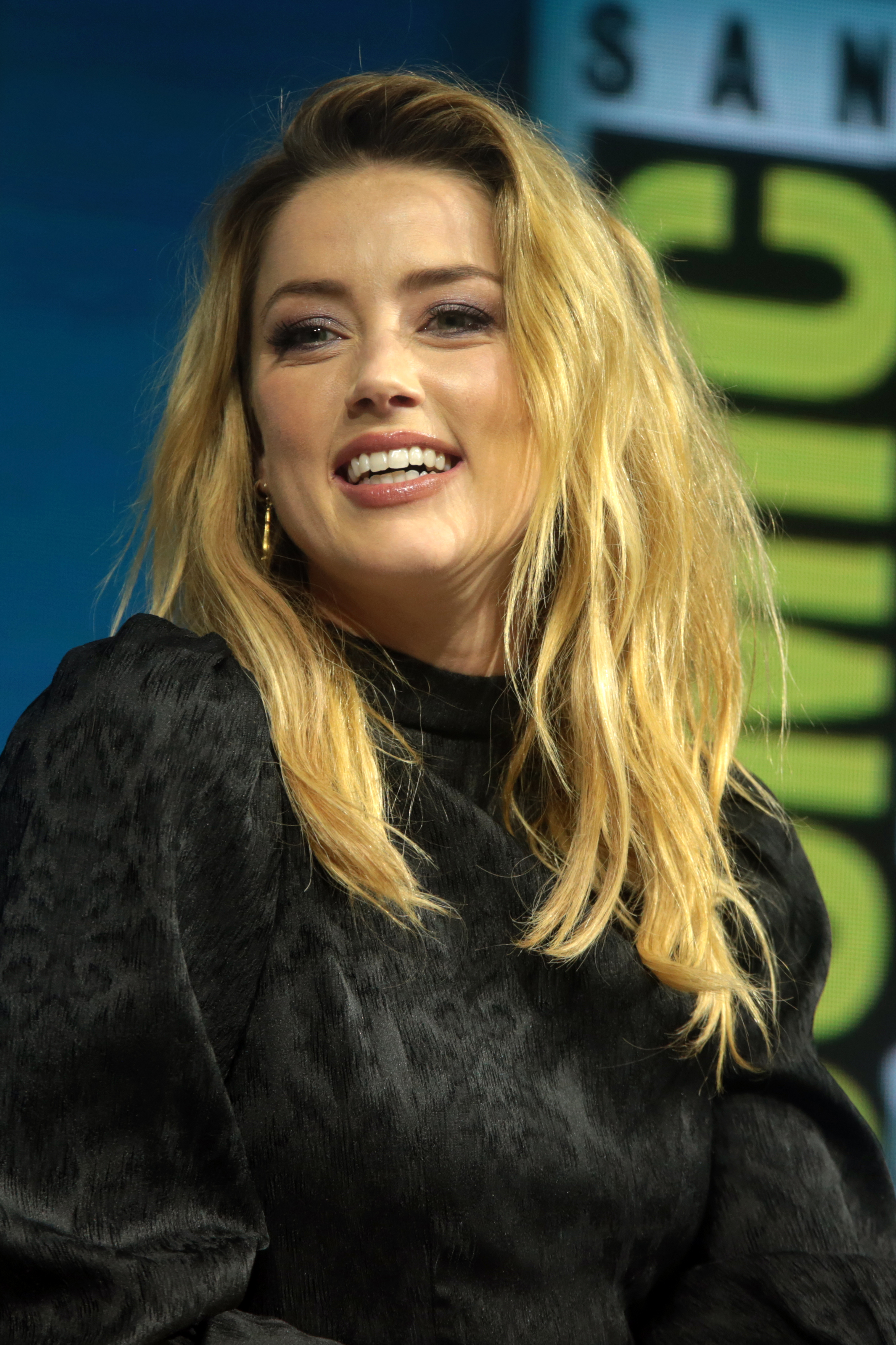
Amber Heard dans le rôle de Mera
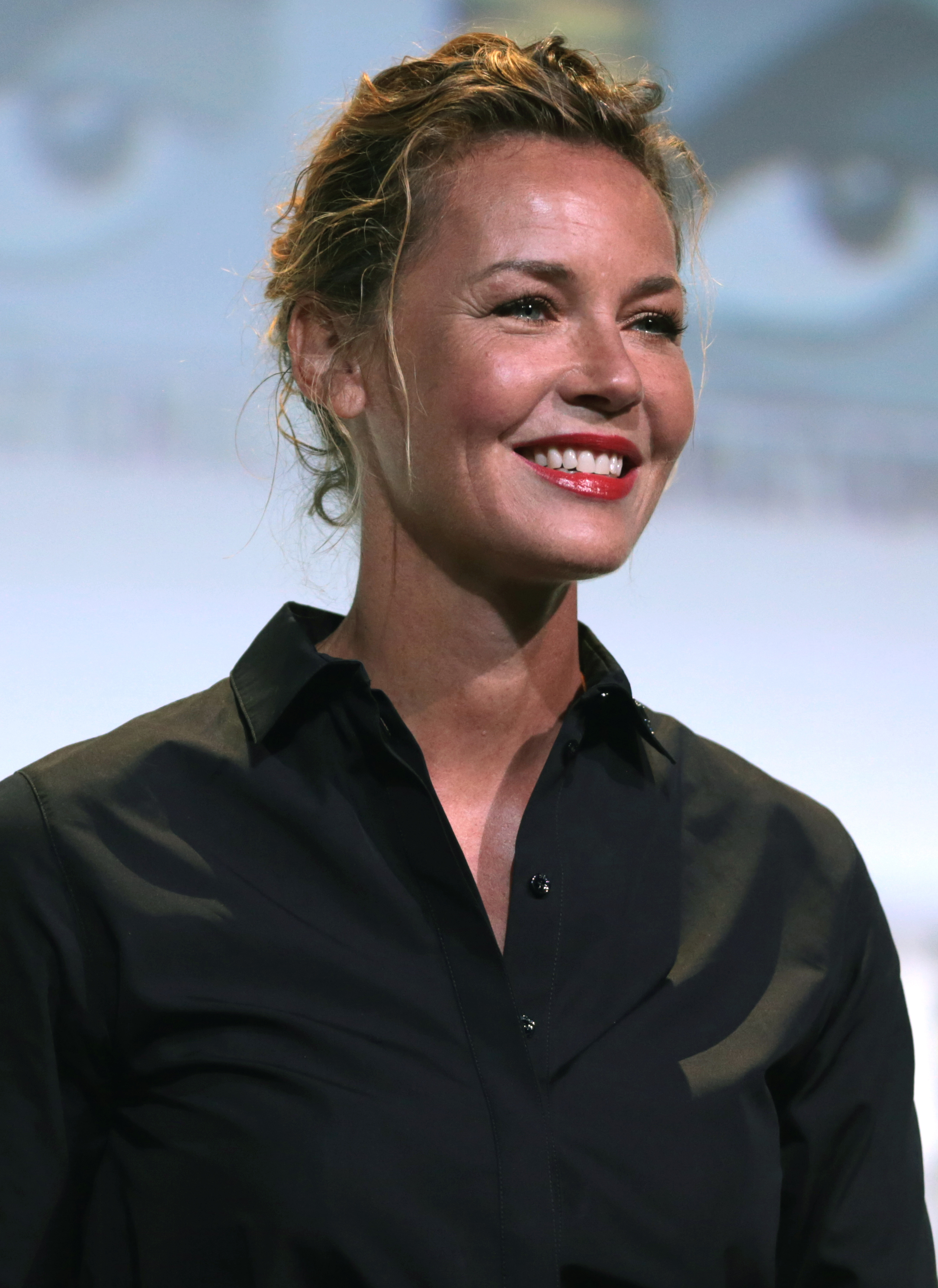
Connie Nielsen dans le rôle de la reine Hippolyte

## Production

### Développement

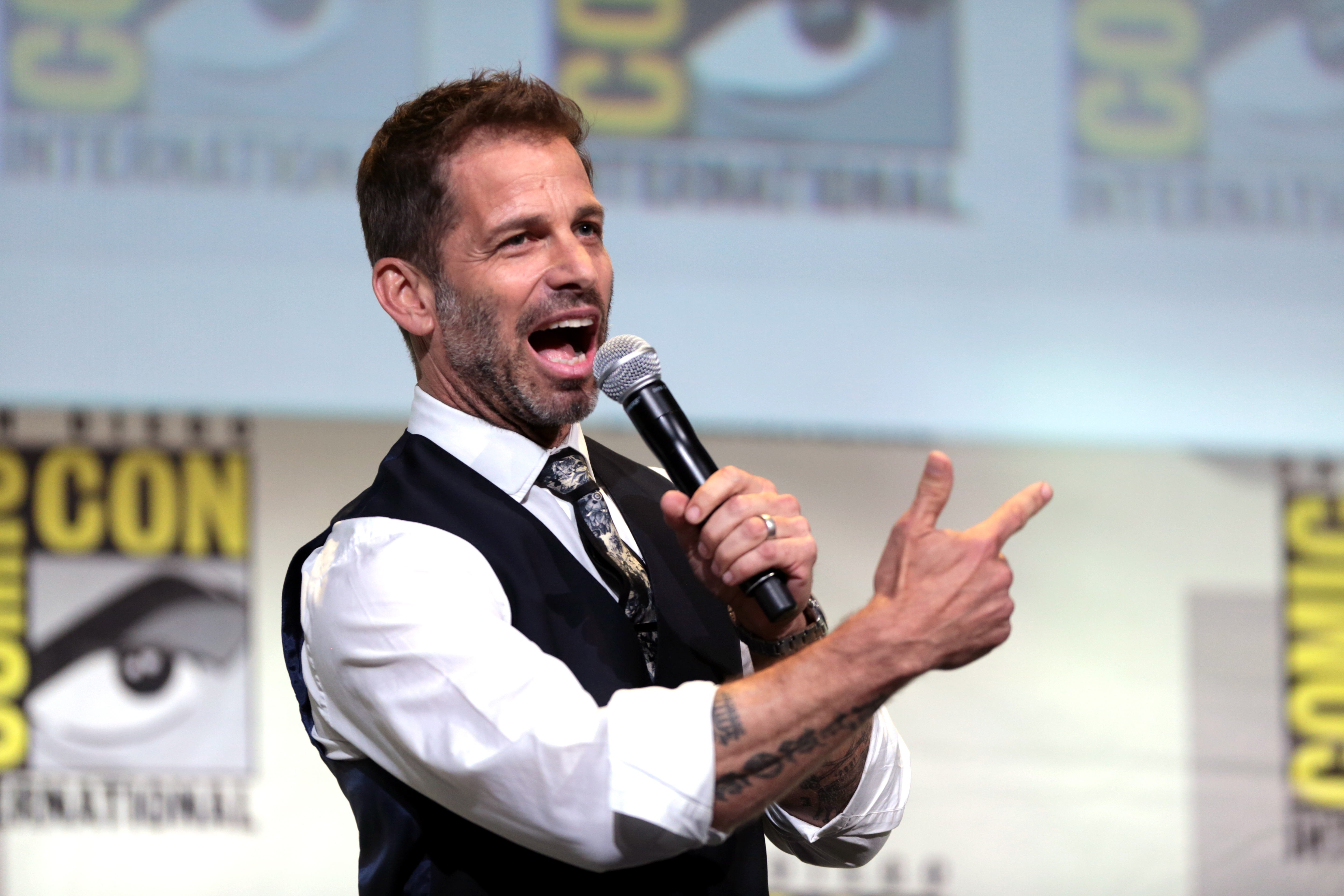
Le réalisateur Zack Snyder au panel pour le film au Comic-Con 2016.

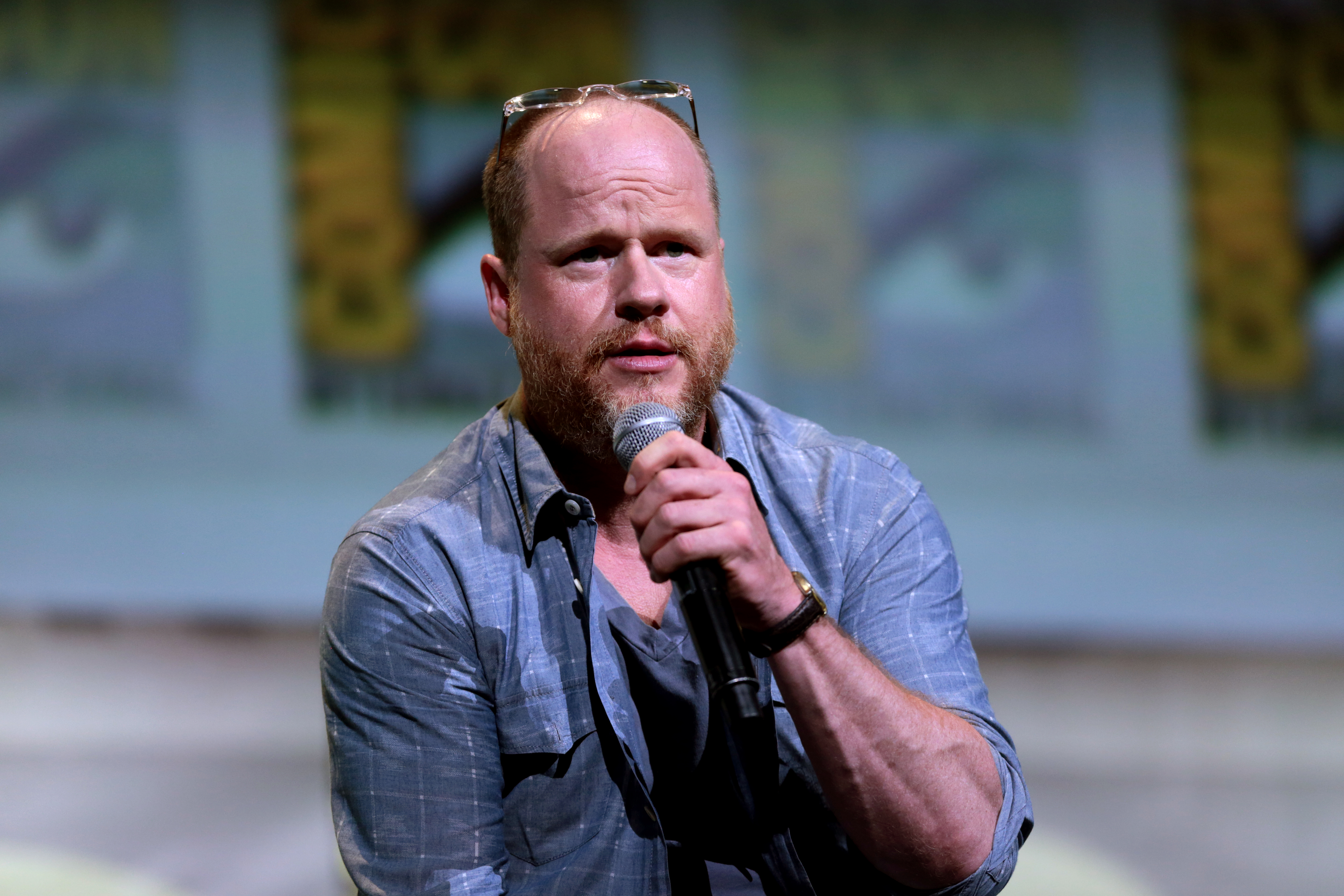
Le scénariste Joss Whedon, recruté pour retravailler le projet, ici au Comic-Con de San Diego 2016.

La première idée d'un film sur Ligue de justice d'Amérique remonte à 2007. À la suite du retour de Superman sur les écrans en 2006 avec le film Superman Returns de Bryan Singer, la Warner Bros. a l'idée de développer un film sur l'équipe de super-héros avant d'éventuelles suites du film sur l'homme d'acier. George Miller devient alors favori pour réaliser le film, intitulé Justice League: Mortal.
En février 2008, le projet avance à grands pas et Warner Bros. décide d'accélérer la production et de commencer le tournage courant 2009.
À la suite de l'échec de Superman Returns, le film ne se fait finalement pas et tombe dans les oubliettes jusqu'en 2010. Un nouveau film sur Superman est en cours d'écriture à la Warner par David S. Goyer. Le réalisateur Christopher Nolan (Batman Begins, The Dark Knight) est proche du projet. Un nouveau film sur la Ligue est en développement.
Avec l'arrivée de Man of Steel en 2013 et Batman v Superman : L'Aube de la justice en 2016, le studio a confirmé que le film partagera un univers cinématographique, l'univers cinématographique DC, qui liera plusieurs héros pour former la Ligue de justice, confirmant ainsi Henry Cavill, Ben Affleck, Ray Fisher, Amy Adams et Gal Gadot pour reprendre leurs rôles sous la direction de Zack Snyder.
Fin 2014, le studio de la Warner Bros annonce la sortie de plusieurs films DC de 2016 à 2020, dont Aquaman, Flash, Cyborg, Green Lantern et Wonder Woman et les films Justice League (coupé en deux parties), annonçant par la même occasion Jason Momoa en Aquaman et le jeune acteur Ezra Miller pour camper le rôle de Flash.
Début mai 2016, Ben Affleck a été annoncé producteur délégué en plus d’être acteur. Le 29 août 2016, ce dernier met à disposition sur Twitter une vidéo prise sur le plateau du film dans laquelle Deathstroke apparaît, sans que l'on sache si ce personnage sera dans le film ou dans The Batman que l'acteur devait à l'époque réaliser. Aucune information n'a été donnée quant à l'identité de l'acteur jouant Deathstroke. Il sera annoncé que le personnage sera incarné par Joe Manganiello.
Le 25 mars 2017, la première bande annonce sort officiellement. Le 22 mai 2017, le réalisateur Zack Snyder annonce qu'après le suicide de sa fille en mars, il mettait fin à sa participation au film pour être auprès de sa famille. Le réalisateur Joss Whedon lui succède pour terminer la postproduction et le tournage de nouvelles scènes. En août 2017, le studio annonce qu'il sera crédité comme scénariste pour son travail.
Par la suite, un total de trente-et-une scènes, dont huit séquences aux effets spéciaux non terminées, issues de la version originale de Snyder fuitent sur internet mais sont rapidement bloquées par Warner Bros. et révèlent le personnage d'Iris West jouée par Kiersey Clemons mais aussi celui de personnages importants de l'univers DC comme Darkseid ou encore aussi Vulko joué par Willem Dafoe, Jonathan Kent par Kevin Costner ainsi que Perry White incarné par Laurence Fishburne.

### Attribution des rôles

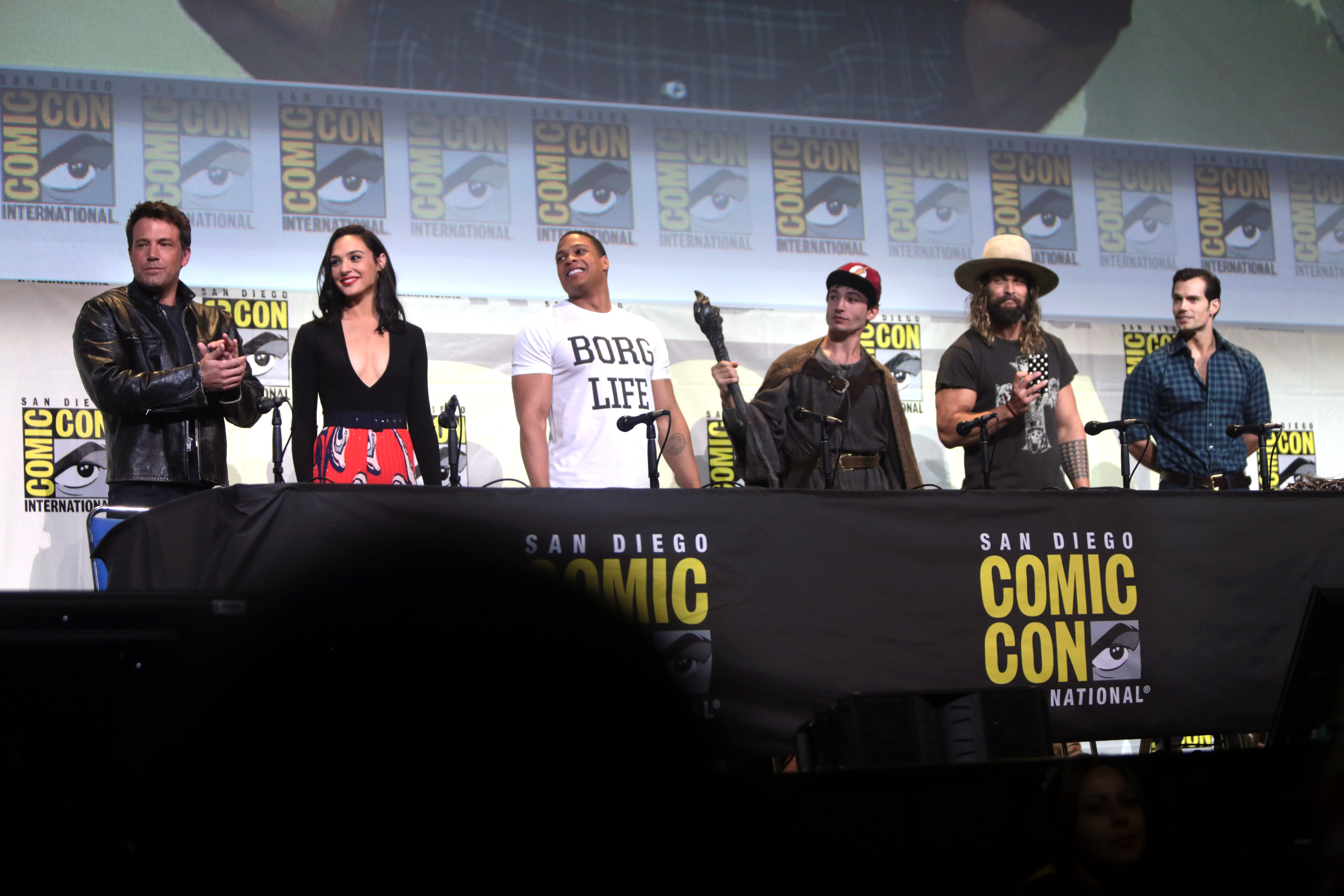
Une partie de l'équipe au panel pour le film au Comic-Con 2016. De gauche à droite : Ben Affleck, Gal Gadot, Ray Fisher, Ezra Miller, Jason Momoa et Henry Cavill.

Début mars 2016, l'acteur J. K. Simmons est annoncé dans le rôle du commissaire de police de Gotham James Gordon, l'acteur étant notamment connu pour avoir joué le personnage de J. Jonah Jameson dans la trilogie originale Spider-Man. En avril 2016, Willem Dafoe rejoint la distribution, dans un rôle inconnu, l'acteur étant notamment connu pour avoir joué le Bouffon vert dans la trilogie originale Spider-Man. Confirmé pour incarner Nuidis Vulko, un habitant d'Atlantis, son personnage sera coupé au montage mais apparaîtra dans Aquaman. En novembre 2016, il est annoncé que l'acteur irlandais Ciarán Hinds interprètera en capture de mouvement l'antagoniste Steppenwolf, qui apparaissait dans une scène coupée de Batman vs Superman : L'Aube de la justice.
Kiersey Clemons et Willem Dafoe avaient initialement été choisis pour incarner respectivement Iris West et Nuidis Vulko, mais leurs performances ont été coupées au montage. Marc McClure, qui incarnait Jimmy Olsen dans Superman (1978), Superman 2 (1980), Superman 3 (1983), Supergirl (1984) et Superman 4 (1987), incarne ici l'officier de police Ben Sadowsky en caméo.

### Tournage
Le tournage débute à Londres, le 11 avril 2016. Il se termine début octobre 2016. Il a notamment lieu aux Warner Bros. Studios Leavesden et en Islande.
En juillet 2017, il est annoncé que la production du film nécessite des reshoots durant environ deux mois, sous la direction de Joss Whedon, pour un coût supplémentaire estimé à 25 millions de dollars. L'un des problèmes de ces reshoots réside dans Henry Cavill qui, au même moment, tournait Mission impossible : Fallout. Son personnage portait une moustache, que le studio Paramount demande à garder, elle fut retirée lors de la post-production de Justice League.

## Musique
Bandes originales de l'univers cinématographique DC
Wonder Woman
(2017) Aquaman
(2018)
Junkie XL, qui avait déjà travaillé sur Batman v Superman : L'Aube de la justice (avec Hans Zimmer), devait initialement composer la musique du film. En juin 2017, Danny Elfman le remplace finalement. Danny Elfman avait déjà travaillé dans l'univers DC en composant les bandes originales de Batman (1989) et Batman : Le Défi (1992) de Tim Burton ainsi que le thème de la série télévisée d'animation de 1992. Il confirme qu'il va réutiliser des éléments du thème du film de 1989 pour Justice League ainsi que le thème de Superman (1978) de John Williams. Gary Clark, Jr. ainsi que The White Stripes participent également à la bande originale,. On retrouve notamment des reprises des chansons Everybody Knows de Leonard Cohen et Come Together des Beatles.
Toute la musique est composée par Danny Elfman, sauf exceptions notées.
| 1.     | Everybody Knows (Leonard Cohen, Sharon Robinson) | Sigrid                      | 4:25  |
| 2.     | The Justice League Theme – Logos                 |                             | 0:48  |
| 3.     | Hero's Theme                                     |                             | 4:17  |
| 4.     | Batman on the Roof                               |                             | 2:34  |
| 5.     | Enter Cyborg                                     |                             | 2:00  |
| 6.     | Wonder Woman Rescue                              |                             | 2:43  |
| 7.     | Hippolyta's Arrow                                |                             | 1:16  |
| 8.     | The Story of Steppenwolf                         |                             | 2:59  |
| 9.     | The Amazon Mother Box                            |                             | 4:33  |
| 10.    | Cyborg Meets Diana                               |                             | 2:36  |
| 11.    | Aquaman in Atlantis                              |                             | 2:39  |
| 12.    | Then There Were Three                            |                             | 1:10  |
| 13.    | The Tunnel Fight                                 |                             | 6:24  |
| 14.    | The World Needs Superman                         |                             | 1:00  |
| 15.    | Spark of The Flash                               |                             | 2:18  |
| 16.    | Friends and Foes                                 |                             | 4:14  |
| 17.    | Justice League United                            |                             | 1:24  |
| 18.    | Home                                             |                             | 3:24  |
| 19.    | Bruce and Diana                                  |                             | 1:06  |
| 20.    | The Final Battle                                 |                             | 6:14  |
| 21.    | A New Hope                                       |                             | 4:36  |
| 22.    | Anti-Hero's Theme                                |                             | 5:35  |
| 23.    | Come Together (Lennon/McCartney)                 | Gary Clark, Jr. & Junkie XL | 3:13  |
| 24.    | Icky Thump (Jack White)                          | The White Stripes           | 4:14  |
| 25.    | The Tunnel Fight (Full Length)                   |                             | 10:58 |
| 26.    | The Final Battle (Full Length)                   |                             | 12:57 |
| 27.    | Mother Russia                                    |                             | 1:45  |
| 101:22 |                                                  |                             |       |

## Accueil

### Sorties
Le film sort dans les salles françaises le 15 novembre 2017 et dans les salles américaines le 17 novembre 2017.

### Accueil critique
En France et aux États-Unis, les critiques sont très mitigées : si elles saluent le caractère beaucoup plus léger et divertissant du film, tout comme la fraîcheur apportée par les relations nouées au sein de la Ligue, elles dénoncent également parfois l'absence de prise de risque ou de renouveau dans le genre pour un film de super-héros.
Sur Rotten Tomatoes le film détient un score de 41 %, pour 281 critiques collectées et une moyenne de 5,3/10 ; il se place devant Suicide Squad (26 %) et Batman v Superman (27 %), mais derrière Man of Steel (55 %) et surtout Wonder Woman (92 %) qui est pour l'instant le plus gros succès critique de l'univers DC. Sur le site Metacritic, il obtient un score moyen de 46 sur 100, pour 49 critiques collectées.
Sur Allociné, le score moyen des critiques de la presse est de 2,1 / 5 pour 18 critiques collectées. Si Olivier Delcroix, dans Le Figaro, trouve le film « pas désagréable », Jacques Mandelbaum écrit dans Le Monde que le film « se révèle peu inspiré, in fine assommant » et François Léger dans Première reproche au réalisateur « son absence de vision et sa faiblesse sur le terrain de l'action ».
Sur SensCritique, le film recense une moyenne de 4,7 / 10, basée sur plus de 15 000 avis.

### Box-office
| Pays ou région        | Box-office        | Date d'arrêt du box-office | Nombre de semaines |
| --------------------- | ----------------- | -------------------------- | ------------------ |
| États-Unis Canada     | 229 024 295 $     | 15 mars 2018               | 17                 |
| Chine                 | 106 052 345 $     | 31 décembre 2017           | 7                  |
| France,               | 1 724 136 entrées | 23 janvier 2018            | 10                 |
| Total hors États-Unis | 428 902 692 $     | 15 mars 2018               | 17                 |
| Total mondial         | 657 926 987 $     | 15 mars 2018               | 17                 |

Dès la première fin de semaine d'exploitation, le film réalise 286,4 millions de dollars de recettes mondiales pour un coût de production de 300 millions, ce qui le classe à la 24e place des meilleures entrées au box office de tous les temps. Toutefois, le film démarre en deçà des attentes sur le territoire américain, avec 93,8 millions de dollars de recettes le week-end de sa sortie, devenant ainsi le pire démarrage de la DC Extended Universe débutée avec Man of Steel, malgré un début à la première place du box-office à cette période. En quatre semaines, le long-métrage totalise plus de 616 millions de dollars de recettes mondiales, dont 214 millions rien que sur le sol américain. Pour Warner Bros., studio producteur du film, les résultats au box-office se révèlent un peu décevants.
D'après une analyse de Forbes, le film devrait totaliser en fin d'exploitation 635 millions de dollars de recettes mondiales, dont 235 millions de dollars sur le territoire américain. Warner percevrait 275 millions de dollars (545 millions de dollars si on ajoute les prévisions à l'exploitation vidéo du film), mais pourrait perdre entre 50 et 100 millions de dollars quand le film quittera les salles, car le studio a dépensé 300 millions de dollars pour produire le blockbuster, auquel s'ajoute 150 millions pour le marketing, 60 millions pour les coûts de l'exploitation vidéo et plus de 90 millions de frais en tout genre. Forbes estime ainsi que le studio a dû débourser plus de 600 millions de dollars, ce qui engendrerait une perte minimale de 55 millions de dollars. Il sera également considéré comme le film de super-héros le moins rentable de ces dernières années. Il est considéré comme un échec commercial,,,,,.

## Distinctions
Entre 2017 et 2018, le film Justice League a été sélectionné 15 fois dans diverses catégories et a remporté 2 récompenses.

### Récompenses
- Prix Schmoes d'or 2017 : Schmoes d'or de la plus grande déception de l'année.
- Prix BMI du cinéma et de la télévision 2018 : Prix BMI de la meilleure musique de film pour Danny Elfman.

### Nominations
- Bande-annonce d'or 2017 : Meilleure affiche de film d'action pour Warner Bros. et Works ADV
- Société des critiques de cinéma de Détroit 2017 : Meilleure actrice pour Gal Gadot.
- Société des critiques de cinéma de San Diego 2017 : Meilleure performance comique pour Ezra Miller.
- Bande-annonce d'or 2018 : Meilleurs Wildposts pour Warner Bros. et The Refinery.
- Cercle des critiques de cinéma de l'Oklahoma 2018 : Film le plus décevant.
- Grand Prix international de doublage (Gran Premio Internazionale del Doppiaggio) 2018 : Meilleure direction de doublage pour Francesco Tumminello.
- Prix du choix des enfants 2018 :
  - Acteur de cinéma préféré pour Ben Affleck,
  - Actrice de cinéma préférée pour Gal Gadot.
- Prix du guide de cinéma (MovieGuide Awards) 2018 : Meilleur film.
- Prix du jeune public 2018 :
  - Meilleur film d'action,
  - Meilleur acteur dans un film d'action pour Henry Cavill,
  - Meilleure actrice dans un film d'action pour Gal Gadot,
  - Meilleure actrice dans un film d'action pour Amy Adams.

## Autour du film

### Projet de suite
Le film devait initialement être divisé en deux parties avec Justice League, partie 2 qui était annoncée pour le 14 juin 2019. Finalement, la productrice Deborah Snyder annonce le 22 juin 2016 qu'un seul et unique film est pour l'instant prévu.
Après la sortie du film, son semi-échec contraint Warner Bros. à arrêter le développement d'une suite. Le studio décidera par la suite de se concentrer sur les projets dit solo des héros.

### VersionZack Snyder's Justice League
À la suite de la mobilisation des fans depuis la sortie de Justice League au cinéma, le réalisateur Zack Snyder annonce en mai 2020 que la version originale sera proposée en 2021 sur le service HBO Max.
Cette version director's cut ne contient aucune scène de Joss Whedon, ni les modifications visuelles de la version cinéma. Les scènes tournées avant le départ de Snyder sont incluses ainsi que plusieurs personnages de la mythologie DC Comics coupés au montage tel qu'Iris West (Kiersey Clemons) et Nuidis Vulko (Willem Dafoe).
Compte tenu de sa durée de presque quatre heures, Zack Snyder et le service HBO Max proposent deux façons de regarder le film : la première avec un seul montage divisé en six chapitres et la seconde avec une série de quatre épisodes. Cependant, en janvier 2021, le réalisateur confirme que le format en série est abandonné et que son film est seulement présenté dans un montage de quatre heures.